# Battaglia di Tornavento
La battaglia di Tornavento (o battaglia del Panperduto) fu combattuta il 22 giugno 1636, durante la guerra franco-spagnola, tra la Spagna Asburgica (alleata del Granducato di Toscana e del Ducato di Modena in questo scacchiere), che allora governava lo Stato di Milano, e i franco-sabaudi.

## Situazione generale
Tra il 1618 e il 1648 diverse regioni dell'Europa furono interessate dalla Guerra dei trent'anni. Nel 1635 la Francia fece il suo ingresso formale negli scontri dichiarando le ostilità nei confronti della Spagna Asburgica ed ebbe inizio la fase francese della Guerra dei trent'anni. Alleati della Francia erano i duchi Odoardo I Farnese di Parma e Vittorio Amedeo I di Savoia: quest'ultimo aveva il comando generale delle armate di Francia e degli alleati. Più defilata la posizione del Ducato di Mantova, ufficialmente alleato dei francesi, ma in realtà impegnato più che altro a rimanere fuori dal conflitto (e lacerato all'interno dagli attriti tra il Marchese, pacifista ma filo-francese, e sua moglie decisamente filo spagnola).
Durante il 1635 Enrico II di Rohan aveva occupato la Valtellina per conto dei francesi al fine di tagliare il passaggio tra la Lombardia e il Tirolo, mentre Diego Felipe de Guzmán, marchese di Leganés, il 24 settembre dello stesso anno fu nominato Governatore di Milano. In suo aiuto poté contare su un piccolo tercio di soldati forniti dal Granduca di Toscana, diversi tercios iberici, alcuni tercios reclutati nel Regno di Napoli, reparti a cavallo e di fanteria regolare, oltre a numerosissime milizie milanesi e un reggimento reclutato in Germania, comandato da Borso d'Este.
Nel febbraio del 1636 i duchi di Savoia e Créqui raggiunsero il basso Novarese, ritirandosi all'avanzamento del marchese di Leganés. Nel mese di giugno ripeterono l'invasione del Novarse, da Gattinara, e conquistarono il fortilizio di Fontaneto d'Agogna: i francesi trovarono così aperta la strada verso il fiume Ticino. Nel frattempo il duca di Rohan mosse verso Lecco, ma fu fermato in Brianza.

## Svolgimento della battaglia
Sulla base di relazioni ufficiali, cronache locali e registri parrocchiali, è possibile ricostruire lo svolgimento dei fatti presso Tornavento. Tra il 14 e il 15 giugno 1636 gli invasori franco-sabaudi presero il possesso del "porto" e riuscirono a passare il Ticino. Tra il 16 e il 18 giugno furono saccheggiati Lonate e i borghi vicini, arrivando fino a Castano, Busto Arsizio e Gallarate. Il 20 giugno le truppe francesi si trasferirono a nord verso Somma, mentre l'esercito sabaudo, ancora nel Novarese, raggiunsero Borgo Ticino. Il 21 giugno, avvisati dell'avvicinamento dell'esercito spagnolo, sabaudi e francesi tornarono sui propri passi e il duca di Créqui, Charles de Blanchefort, si trincerò nei boschi di Tornavento; intanto l'esercito spagnolo, proveniente da Abbiategrasso, passò la notte nella brughiera di Castano.
Il 22 giugno è la data degli scontri diretti tra gli spagnoli e i francesi, in seguito affiancati dai sabaudi. A guidare le truppe dei due schieramenti erano Diego Felipe de Guzmán per gli spagnoli e Charles de Blanchefort e Vittorio Amedeo I rispettivamente per francesi e sabaudi. L'armata spagnola avanzò da Castano verso le truppe francesi, travolse le avanstrutture nemiche e assalì reiteratamente la linea principale di difesa, mentre i francesi rispondevano agli attacchi dalla piccola altura di Tornavento. L'armata sabauda, fino ad allora rimasta per motivi logistici sulla sponda novarese, entrò attivamente nel conflitto quando francesi e spagnoli entrarono nella fase di scontro corpo a corpo: raggiunse Tornavento in aiuto dei francesi grazie alla rapida realizzazione di un ponte di barche. Questa azione fu decisiva e portò all'arretramento dell'armata spagnola, ma la battaglia fu di fatto inconcludente: entrambi gli schieramenti videro ingenti perdite di vite e un alto numero di feriti; gli spagnoli, ritiratisi su Abbiategrasso, erano in qualche modo riusciti a fermare la manovra francese contro la capitale del Ducato di Milano; i francesi trassero il senso della vittoria dall'arretramento spagnolo; infine i savoiardi restarono soddisfatti per il loro intervento decisivo a conclusione della battaglia.

## Dopo la battaglia
Al termine dello scontro durato una giornata, il 23 giugno 1636 i franco-sabaudi tornarono ad occupare la valle del Ticino, mentre i soldati tornarono a Lonate per razziare; questi saccheggi e violenze continuarono fino alla fine del mese di giugno anche nelle aree circostanti. Il 2 luglio i francesi sbarrarono l'alveo del Naviglio Grande nei pressi di Nosate, ma si accamparono fortificati in trincee nella vicina brughiera, in attesa del ritorno dell'esercito spagnolo.
Successivamente, intorno al 7 luglio, le truppe sabaude e di Parma marciarono nel novarese verso Castelletto Ticino, e nel frattempo la cavalleria francese, attraverso la brughiera lombarda, raggiunse Sesto, mentre il resto dell'esercito rimase a Somma. Mentre i soldati francesi il 9 luglio saccheggiavano i borghi di Gavirate, Besozzo, Azzate e dintorni, subentrò a Tornavento l'avanguardia spagnola.
Tra il 10 e il 15 luglio, dopo il fallimento della conquista francese di Varese ed Angera, gli eserciti francese e sabaudo si accamparono a Romagnano, quindi a Gattinara, al di fuori dello Stato di Milano.

## La rievocazione storica
Dal 1998 la confraternita culturale dei Cavalieri del Fiume Azzurro organizza ogni anno una rievocazione storica della battaglia nei pressi dell'ex dogana austroungarica, all'inizio della Via Gaggio.